# درست‌کوسه‌سانان
درست‌کوسه‌سانان (نام علمی: Euselachii) نام یک زیررده از رده غضروف‌ماهیان است.